# Gé Bohlander
Gérard ("Gé") Bohlander (Amsterdam, 5 november 1895 – Kelpen, 18 december 1940) was een Nederlandse waterpolospeler.
Circa 1906 werd hij lid van de Zwemvereniging Het IJ. Hij beschikte over een keihard schot en was zeer gevaarlijk op de tweemeterlijn. Jarenlang was hij het doelpuntkanon van zijn club.
Gé Bohlander nam tweemaal deel aan de Olympische Spelen in 1920 en 1924. Hij eindigde met de nationale ploeg op respectievelijk de zevende (ex aequo) en de vijfde plaats. Zijn vier jaar oudere broer Willy maakte bij die laatste gelegenheid eveneens deel uit van de Nederlandse olympische waterpoloselectie. 
In 1935 werd Bohlander bedrijfsleider van twee Sportfondsenbaden te Heerlen en te Maastricht. Gé Bohlander overleed in 1940 op 45-jarige leeftijd aan de gevolgen van een auto-ongeluk op reis tussen de twee baden nabij Maastricht.
Gé Bohlander · 
Johan Cortlever · 
Leen Hoogendijk · 
Carl Kratz · 
Karel Meijer · 
Piet Plantinga · 
Jean van Silfhout · 
Karel Struijs · 
Piet van der Velden
Jan den Boer · 
Willy Bohlander · 
Gé Bohlander · 
Willem Bokhoven · 
Sjaak Köhler · 
Han van Senus · 
Karel Struijs